# Наша математическая вселенная
Наша математическая вселенная: в поисках фундаментальной природы реальности (англ. Our Mathematical Universe) ― научно-популярная книга шведско-американского космолога Макса Тегмарка. Книга вышла в свет в 2014 году.

## Содержание

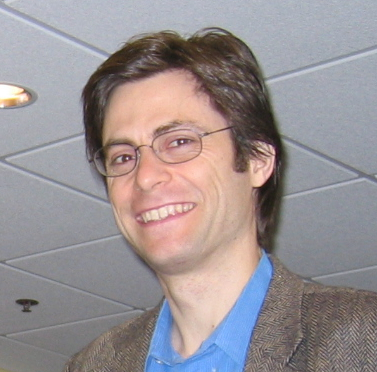
Профессор Макс Тегмарк, автор книги «Наша математическая вселенная»

Тегмарк, учёный в области астрофизики и космологии, смешивает автобиографию и юмор в своем анализе Вселенной. Книга начинается с рассказа о велосипедной аварии в Стокгольме, в которой погибает Тегмарк ― в некоторых теоретических параллельных вселенных, но не в нашей собственной.
Остальная часть книги разделена на три части. Часть первая, «Уменьшение масштаба», посвящена нашему расположению в космосе или в мультивселенной. Во второй части, «Увеличение масштаба», мы ищем дополнительную перспективу с точки зрения квантовой механики и физики элементарных частиц. Часть третья, «Отступая назад», переплетает научную точку зрения со спекулятивными идеями Тегмарка о математической природе реальности. К концу книги Тегмарк выдвинул гипотезу о четырёх различных уровнях мультивселенной.
По словам Эндрю Лиддла, рецензируя книгу в журнале Nature:

Кульминация, к которой Тегмарк стремится привести нас, это «мультивселенная уровня IV». Этот уровень утверждает, что Вселенная не просто хорошо описывается математикой, но фактически является математикой. Все возможные математические структуры имеют физическое существование и вместе дают мультивселенную, которая включает все остальные. Здесь Тегмарк выводит нас далеко за рамки общепринятых точек зрения, отстаивая свое личное видение объяснения Вселенной.— 

## Отзывы
Рецензенты в целом с энтузиазмом отзываются о способности Тегмарка делать научные темы интересными и понятными. Например, по словам обозревателя The Guardian:
```
Тегмарк, профессор физики в Массачусетском технологическом институте, пишет на переднем крае космологии и квантовой теории дружелюбной и непринужденной прозой, полной занимательных анекдотов и простых аналогий
[
3
]
.
```

Но критики книги указывают на два негативных пункта, сделанные в отношении гипотезы математической вселенной Тегмарка: возражения против многогранной интерпретации квантовой механики и возражения против предполагаемого платонического идеализма Тегмарка. Например, в общем положительном обзоре, написанном для The Wall Street Journal, Питер Войт пишет:
```
Но великая сила научного мировоззрения всегда исходила из его настойчивого требования принимать идеи, основанные на экспериментальных доказательствах, а не на метафизических рассуждениях или утверждениях об истинности авторитетных фигур
[
4
]
.
```

Пытаясь уравновесить как положительное, так и отрицательное отношение к работе, Амир Александер написал в The New York Times:
```
Трудно сказать, будет ли математическая вселенная доктора Тегмарка в конечном итоге считаться триумфом Эйнштейна или декартовским тупиком. Его выводы просто слишком далеки от границ современной науки, и мало надежды на то, что убедительные доказательства появятся в ближайшее время. Тем не менее, наша математическая Вселенная впечатляет. Блестяще аргументировано и красиво написано, оно заставляет задуматься о величайших загадках нашего существования.
```

The Independent оценил последнюю главу книги о рисках исчезновения, с которыми сталкивается человечество, как «мудрую и воодушевляющую».

## Издание в России
Книга была переведена на русский язык и вышла в свет в издательстве «АСТ» в 2016 году. ISBN 978-5-17-085475-2